# 042 requiem
042 requiem – mixtape polskiego rapera i producenta muzycznego O.S.T.R.-a. Płyta oficjalnie ukazała się 9 listopada 2022 roku nakładem wytwórni muzycznej Asfalt Records.
Materiał na płycie został wyprodukowany przez O.S.T.R.-a. Za miksowanie i mastering odpowiedzialny był DJ Haem. Jako jedyny gość pojawił się Hades w utworze „Polowanie na leszczy”. Przed oficjalną premierą płyta była dostępna podczas trasy koncertowej 120 minut z życia.
042 requiem zadebiutował na pierwszym miejscu listy OLiS.

## Lista utworów
| Nr  | Tytuł utworu                             | Długość |
| --- | ---------------------------------------- | ------- |
| 1.  | „Wjazd”                                  | 0:58    |
| 2.  | „Tu i teraz”                             | 2:54    |
| 3.  | „Niekoniecznie”                          | 3:29    |
| 4.  | „Matricio”                               | 3:27    |
| 5.  | „4 powody”                               | 3:18    |
| 6.  | „Szczepan T.”                            | 3:33    |
| 7.  | „Polowanie na leszczy” (gościnnie Hades) | 3:33    |
| 8.  | „Guantanamo”                             | 3:14    |
| 9.  | „Potajemnie wkur...ny”                   | 2:54    |
| 10. | „C.a.S.”                                 | 3:06    |
| 11. | „Bez zmian”                              | 3:29    |
| 12. | „Ch... Tobie do tego”                    | 3:00    |
| 13. | „Z podziękowaniem”                       | 3:11    |
| 14. | „042 requiem”                            | 3:21    |
|     |                                          | 43:27   |

Źródło: